# Drosophila improcera
Drosophila improcera är en tvåvingeart som beskrevs av Elmo Hardy 1965.

## Taxonomi
Drosophila improcera ingår i släktet Drosophila och familjen daggflugor.

## Utbredning
Artens utbredningsområde är Hawaii.